# The Bake Sale
The Bake Sale – pierwszy album amerykańskiego duetu The Cool Kids. Ukazał się 10 czerwca 2008 nakładem ich własnej wytwórni C.A.K.E. Recordings.

## Lista utworów
Opracowano na podstawie źródła.
| #  | Tytuł                 | Czas |
| -- | --------------------- | ---- |
| 1  | "What Up Man"         | 3:00 |
| 2  | "One Two"             | 3:32 |
| 3  | "Mikey Rocks"         | 3:27 |
| 4  | "88"                  | 3:46 |
| 5  | "What It Is"          | 2:28 |
| 6  | "Black Mags"          | 3:11 |
| 7  | "A Little Bit Cooler" | 2:51 |
| 8  | "Gold and a Pager"    | 3:47 |
| 9  | "Bassment Party"      | 3:27 |
| 10 | "Jingling"            | 2:47 |